# Löddeköpinge
Löddeköpinge ist ein Ort in der Gemeinde Kävlinge in der schwedischen Provinz Skåne län und der historischen Provinz Schonen.

## Geschichte

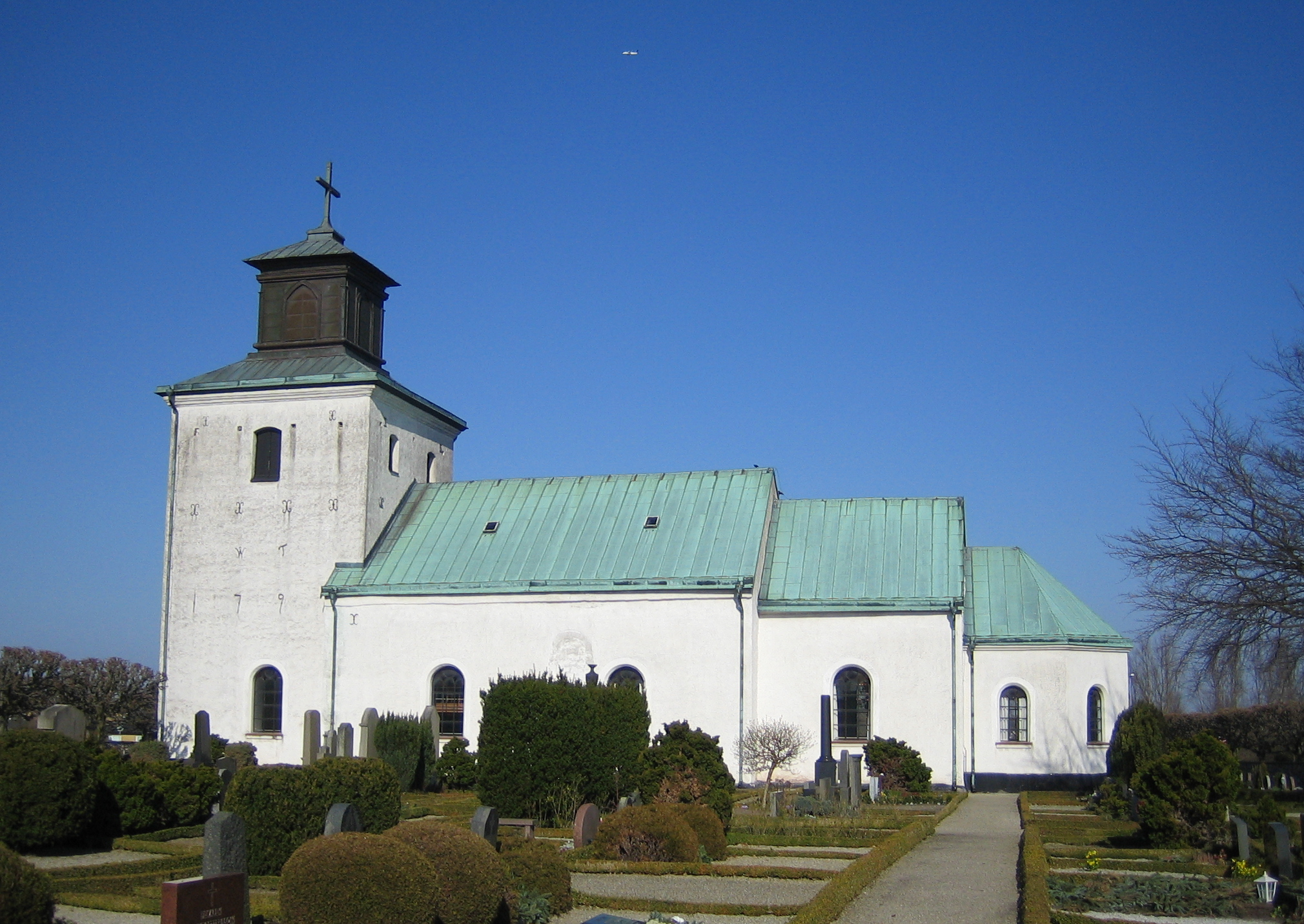
Die Kirche von Löddeköpinge nahe dem Freilichtmuseum

Erstmals ist der Name des Ortes Mitte des 14. Jahrhunderts als Loddækøpingh belegt. Er setzt sich auch dem Namen des südlich des Ortes vorbeifließenden Flusses Lödde å (Kävlingeån) und der altdänischen Bezeichnung køping für Handelsplatz zusammen. Löddeköpinge war ein wichtiger Handelsplatz der Wikingerzeit (800–1050 n. Chr.) und besaß damals bereits neben einem Hafen auch einen Verteidigungswall. Der Ort liegt nahe Borgeby beziehungsweise Lund am Öresund, an der Westküste von Schonen. Borgeby, auf der anderen Seite des Flusses gelegen, ist Standort einer Wikingerburg. Köpingeorte (Handelsplätze) befinden sich in Laholm bei Hälsingborg, Hököpinge, Dalköpinge bei Trelleborg, Stora Köpinge bei Ystad und Gärds Köping bei Kristianstad.
Archäologen fanden neben Resten wikingerzeitlicher Bebauung zu beiden Seiten des Flusses Keramik und Schmuck, die Kontakte mit anderen Orten in Nordeuropa belegen. Zeitgleiche Handelszentren waren in Schweden unter anderem Birka und Sigtuna.

## Sehenswürdigkeiten
- Im Ort wird seit dem Jahre 2001 ein 25 Hektar großes Wikingerdorf als Freilichtmuseum errichtet.
- Die Fredwicksfeldtska möllan ist eine der größten Windmühlen in Schonen und wurde bis in die 1930er-Jahre betrieben. In der Nähe liegt mit Fotevikens Museum ein weiteres Wikingermuseum sowie Fotevikens Vikingareservat in Höllviken.
- Vikhögarna von Löddeköpinge
- Der Ula högen liegt am Löddesborgsvägen nahe der Bucht Salviken, südwestlich von Löddeköpinge.